# 王子郵便局
王子郵便局（おうじゆうびんきょく）は東京都北区にある郵便局。民営化前の分類では集配普通郵便局であった。

## 概要
住所：〒114-8799 東京都北区王子6-2-28

## 沿革
- 1949年（昭和24年）2月11日 - 従来の王子郵便局が赤羽郵便局に改称されたことを受け、同日廃止された同局の岸町分室を引き継ぐ形で、王子郵便局として北区王子町一丁目に開局[1]。
- 1951年（昭和26年）1月28日 - 北区岸町一丁目から同区王子町に移転。
- 1956年（昭和31年）12月1日 - 電話通話事務の取扱を開始。
- 1957年（昭和32年）6月1日 - 和文電報受付事務の取扱を開始。
- 1978年（昭和53年）11月6日 - 北区王子本町一丁目から同区王子六丁目に移転。
- 2000年（平成12年）8月14日 - 外国通貨の両替および旅行小切手の売買に関する業務取扱を開始。
- 2007年（平成19年）10月1日 - 民営化に伴い、併設された郵便事業王子支店に一部業務を移管。
- 2012年（平成24年）10月1日 - 日本郵便株式会社発足に伴い、郵便事業王子支店を王子郵便局に統合。

## 取扱内容
- 郵便、印紙、ゆうパック、内容証明
- 貯金、為替、振替、振込、国際送金、外貨両替・トラベラーズチェック、国債、投資信託
- 生命保険、バイク自賠責保険、自動車保険、変額年金保険、がん保険、引受条件緩和型医療保険
- ゆうちょ銀行ATM
- 北区内の一部地域（〒114-xxxx）の集配業務
- ゆうゆう窓口

## 風景印
- 図案は『名主の滝』・『音無川流堰』
- 使用開始日は1952年（昭和27年）4月11日

## 周辺
- 王子警察署
- 東京都立飛鳥高等学校
- 東京成徳大学高等学校 高等部
- 駿台学園中学校・高等学校
- 国道122号
- 隅田川

## アクセス
- 東京メトロ南北線 王子神谷駅から徒歩約10分
- 東京メトロ南北線、JR京浜東北線 王子駅および都電荒川線 王子駅前停留所から徒歩約13分
- 都営バス、東武バス 王子四丁目停留所下車
- 首都高速中央環状線 王子北出入口からすぐ
- 駐車場あり：5台